# Epistola de litteris colendis
Epistola de litteris colendis is een brief van Karel de Grote aan abt Baugulf van de abdij van Fulda. Aangenomen wordt dat deze brief is geschreven door Alcuin van York namens Karel de Grote.

## Inhoud
De brief draagt de mening van het hof uit dat bisdommen en kloosters de taak hebben om de kennis der letteren over te dragen aan 'zij die van God de gave hebben ontvangen om te kunnen leren'. De argumenten die worden aangedragen om de noodzaak van het overdragen van kennis te bekrachtigen liggen in het religieuze vlak. Het bestuderen van de letteren dan wel het onderwijzen hierin zal de interpretatie van de heilige teksten ten goede komen. Want, zo wordt er gesteld, 'hoewel onjuiste uitspraken gevaarlijk zijn, nog veel gevaarlijker zijn fouten in de interpretatie van de heilige teksten'. Hierbij wordt er tevens op gewezen dat binnen de kloosters het schrijfonderwijs nog wel wat kan verbeteren. Zo zijn er door verscheidene kloosters vele brieven met gebeden aan het hof geschreven, waarin de juiste gedachten op de verkeerde wijze werden verwoord; 'door verwaarlozing van het onderwijs was men niet in staat een foutloze tekst te schrijven'.

## Herkomst
Hoewel de brief aan Abt Baugulf uit naam van Karel de Grote is opgesteld wordt deze toegeschreven aan Alcuin van York. Karel de Grote kon zelf niet schrijven, maar had wel leren lezen. Aan zijn hof was ook een school verbonden. Alcuin van York was in 782 door Karel aangesteld als hoofd van deze paleisschool. In deze functie kan hij beschouwd worden als een soort minister van onderwijs. 
Alcuin had zijn opleiding genoten aan de kathedraalschool van York. In de brief wordt het idee verspreid van onderwijs gegeven door kloosters en kathedralen, en het is juist in de Angelsaksische wereld waar Alcuin vandaan komt waar de kloosterscholen bloeien in de 8e eeuw. Hoewel er in deze tekst voornamelijk religieuze argumenten worden aangedragen voor het onderwijs aan kloosterscholen moet er ook een praktisch wereldlijk motief achter zitten. Immers, het is juist in deze periode dat Karel de Grote stevig in het zadel zit als heerser over een uitgestrekt rijk. En om dat rijk goed te besturen zijn klerken nodig, mensen zoals Alcuin die hun lees- en schrijfvaardigheid aan een klooster of kathedraalschool hebben opgedaan, maar deze kennis in dienst stellen van een wereldlijk heerser.

## Invloed
Wat is nu de invloed van deze bron op de Karolingische renaissance? Circulaires van het hof zoals Epistola de litteris colendis, kunnen een toegenomen interesse in de bestudering van en het onderwijs in de letterkunde tot gevolg hebben gehad. In de tijd van de Karolingen namen de kloosterbibliotheken in aantal en omvang toe. En waar mensen leren schrijven, worden teksten gekopieerd. Wellicht dat het dan ook geen toeval is dat bijvoorbeeld een groot deel van de klassieke teksten uit de oudheid tot in onze tijd bewaard zijn gebleven, in de vorm van kopieën uit de Karolingische tijd.